# Таррафал-де-Сан-Николау
Таррафа́л (порт. Tarrafal de São Nicolau) — город на западном побережье острова Сан-Николау в Кабо-Верде. Главный порт острова. Расположен на западном побережье, в 9 км к юго-западу от Рибейра-Брава. До XIX века бухта Таррафал мало использовалась, поскольку находилась далеко от главного поселения острова, Рибейра-Брава. В XIX веке стал якорной стоянкой для китобойных судов, и была построена инфраструктура по переработке рыбы, что привело к дальнейшему росту поселения. Порт Таррафал был построен в 1991 году. Оборудовано 2 причала, пандус и пассажирский терминал. Общая длина причалов 137 м, максимальная глубина 7 м.

## История
До 19 века рейдовая стоянка города мало использовалась , поскольку он находился далеко от главного поселения острова, Рибейра-Брава.Впервые был упомянут как Террафал на карте 1747 года, составленной Жаком-Николасом Беллином. Стал часто использоваться как якорная стоянка для китобойных судов в 19 веке.В следующем веке начала активно развиваться рыбоперерабатывающая инфраструктура города, что привело к его дальнейшему росту и увеличению численности населения.Таррафал получил полный официальный статус города в 2010 году.

## Внешние ссылки
- www.anmcv.org
- ANMCV (Associação Nacional dos Municípios Cabo-Verdianos)